# Tirà diademat argentat
El tirà diademat argentat (Ochthoeca leucophrys) és un ocell de la família dels tirànids (Tyrannidae).

## Hàbitat i distribució
Habita vegetació arbustiva de ribera i terres de conreu, dels Andes del Perú, centre i sud de Bolívia i nord-oest de l'Argentina.